# Церковь Троицы (Бранденбург)
Церковь Пресвятой Троицы (нем. Heilige Dreifaltigkeit) — католическая церковь, расположенная в средневековом центре района Нойштадт города Бранденбург-на-Хафеле — в непосредственной близости от бывшего монастыря Святого Павла. Первый камень в основание кирпичного здания был заложен в 1849 году, а построенный храм был открыт в 1851.

## История и описание
Курфюрст Иоахим II Гектор, возглавивший в 1539 году Бранденбургскую комиссию по Реформации, в 1560 году секуляризировал местные владения католической церкви. В XVII веке в регионе было запрещено практиковать католицизм — таким образом приход перестала существовать. Только во времена Фридриха Вильгельма I прихожанам вновь позволили исповедовать католическую веру: новообразованная община стала использовать для мессы церковь Святого Иоанна в старом городе, а с 1810 года — часовню Святого Петра на «Соборном острове». После того, как в 1848 году часовня была закрыта местными органами строительного надзора, община получила участок земли около монастыря Святого Павла: на этом месте с помощью пожертвований удалось профинансировать строительство церкви Святой Троицы.
Первый камень в основание нового здания был заложен 28 октября 1849 года Вильгельмом Эммануилом фон Кеттелером, а уже 12 августа 1851 года готовое здание было торжественно открыто Леопольдом Пеллдрамом. Уже через 17 лет после завершения строительства церкви потребовался серьёзный ремонт, осуществлённый за 2500 талеров. В 1903 году состоялась первая капитальная реконструкция здания — спустя три года в церкви был освящен новый главный алтарь. Кроме того, в 1913 году был перестроен фасад здания и заменены его окна. Следующая капитальная реконструкция внутреннего убранства церкви состоялась уже после прихода к власти в Германии национал-социалистов — в 1939 году; после него здание получило отопление.
За несколько дней до окончания Второй мировой войны в Европе, Троицкая церковь — как и соседний монастырь Святого Павла — была в значительной степени разрушены в боях между Вермахтом и наступающей Красной армией. Через два года началась новая реконструкция и уже в 1948 году община отпраздновала окончание его первого этапа: ещё через год церковь была полностью готова. В период с 1972 по 1973 год в здании был проведен текущий ремонт; в 1974 году в церкви был установлен мемориал (медная табличка) в память о многочисленных священниках и мирянах, погибших в бранденбургской тюрьме в период с 1942 по 1945 год. Во время реконструкции, состоявшейся уже в XXI веке (2005—2006), старые окна были заменены работами лондонского художника Грэма Джонса, а апсида получила три новых окна.